# Куп победника купова у фудбалу 1972/73.
Куп победника купова у фудбалу је клупско фудбалско такмичење које се у сезони 1971/72 одржало тринаести пут. Учествовало је 32 екипе, од тога  21 националних освајача купа а 11 учесника су играла у финалу националних купова: Бастија, Беса Каваја, Славија Софија, Стандард Лијеж, АДО Ден Хаг, Фремад Амагер,  Легија Варшава, Спортинг Лисабон, Пезопорикос Ларнака,  Фредрикстад, Хибернијан.
Играло се по куп систему по две утакмице од прве фазе до финала. У случају нерешеног резултата после друге утакмице важило је правило гола у гостима. У финалу се играла једна утакмица. У случају нерешеног резултата у финалу играла се нова утакмица.

## Резултати

### Прва рунда
| Меч | Клуб                | Држава          | укупан рез. | Држава       | Клуб               | 1. утак. | 2. утак. | плеј оф |
| --- | ------------------- | --------------- | ----------- | ------------ | ------------------ | -------- | -------- | ------- |
| 1   | Бастија             | Француска       | 1:2         | Шпанија      | Атлетико Мадрид    | 0:0      | 1:2      |         |
| 2   | Спартак Москва      | Совјетски Савез | 1:0         | Холандија    | АДО Ден Хаг        | 1:0      | 0:0      |         |
| 3   | Викингур            | Исланд          | 0:11        | Пољска       | Легија Варшава     | 0:2      | 0:9      |         |
| 4   | Ред Бојс Диферданж  | Луксембург      | 1:7         | Италија      | Милан              | 1:4      | 0:3      |         |
| 5   | Пезопорикос Ларнака | Кипар           | 2:6         | Ирска        | Корк Хиберниан     | 1:2      | 1:4      |         |
| 6   | Шалке 04            | Западна Немачка | 5:2         | Бугарска     | Славија Софија     | 2:1      | 3:1      |         |
| 7   | Флориана            | Малта           | 1:6         | Мађарска     | Ференцварош        | 1:0      | 0:6      |         |
| 8   | Стандард Лијеж      | Белгија         | 3:4         | Чехословачка | Спарта Праг        | 1:0      | 2:4      |         |
| 9   | Карл Цајс Јена      | Источна Немачка | 8:4         | Финска       | Микелин Палоилијат | 6:1      | 2:3      |         |
| 10  | МКЕ Анкарагоџу      | Турска          | 1:2         | Енглеска     | Лидс јунајтед      | 1:1      | 0:1      |         |
| 11  | Рапид Беч           | Аустрија        | 2(а):2      | Грчка        | ПАОК               | 0:0      | 2:2      |         |
| 12  | Рапид Букурешт      | Румунија        | 3:1         | Шведска      | Ландскруна         | 3:0      | 0:1      |         |
| 13  | Спортинг Лисабон    | Португалија     | 3:7         | Шкотска      | Хибернијан         | 2:1      | 1:6      |         |
| 14  | Фремад Амагер       | Данска          | 1:1(а)      | Албанија     | Беса Каваја        | 1:1      | 0:0      |         |
| 15  | Цирих               | Швајцарска      | 2:3         | Велс         | Рексем             | 1:1      | 1:2      |         |
| 16  | Хајдук Сплит        | СФРЈ            | 2:0         | Норвешка     | Фредрикстад        | 1:0      | 1:0      |         |

### Осмина финала
| Меч | Клуб             | Држава          | укупан рез. | Држава          | Клуб           | 1. утак. | 2. утак.    | плеј оф |
| --- | ---------------- | --------------- | ----------- | --------------- | -------------- | -------- | ----------- | ------- |
| 1   | Атлетико Мадрид  | Шпанија         | 5:5(а)      | Совјетски Савез | Спартак Москва | 3:4      | 2:1         |         |
| 2   | Легија Варшава   | Пољска          | 2:3         | Италија         | Милан          | 1:1      | (прод.) 1:2 |         |
| 3   | Корк Хибернијанс | Италија         | 0:3         | Западна Немачка | Шалке 04       | 0:0      | 0:3         |         |
| 4   | Ференцварош      | Мађарска        | 3:4         | Чехословачка    | Спарта Праг    | 2:0      | 1:4         |         |
| 5   | Карл Цајс Јена   | Источна Немачка | 0:2         | Енглеска        | Лидс јунајтед  | 0:0      | 0:2         |         |
| 6   | Рапид Беч        | Аустрија        | 2:4         | Румунија        | Рапид Букурешт | 1:1      | 1:3         |         |
| 7   | Хибернијан       | Шкотска         | 8:2         | Албанија        | Беса Каваја    | 7:1      | 1:1         |         |
| 8   | Рексем           | Велс            | 3:3(а)      | СФРЈ            | Хајдук Сплит   | 3:1      | 0:2         |         |

### Четвртфинале
| Меч | Клуб           | Држава          | укупан рез. | Држава       | Клуб           | 1. утак. | 2. утак. | плеј оф |
| --- | -------------- | --------------- | ----------- | ------------ | -------------- | -------- | -------- | ------- |
| 1   | Спартак Москва | Совјетски Савез | 1:2         | Италија      | Милан          | 0:1      | 1:1      |         |
| 2   | Шалке 04       | Западна Немачка | 2:4         | Чехословачка | Спарта Праг    | 2:1      | 0:3      |         |
| 3   | Лидс јунајтед  | Енглеска        | 8:1         | Румунија     | Рапид Букурешт | 5:0      | 3:1      |         |
| 4   | Хибернијан     | Шкотска         | 4:5         | СФРЈ         | Хајдук Сплит   | 4:2      | 0:3      |         |

### Полуфинале
| Меч | Клуб          | Држава   | укупан рез. | Држава       | Клуб         | 1. утак. | 2. утак. | Разигравање |
| --- | ------------- | -------- | ----------- | ------------ | ------------ | -------- | -------- | ----------- |
| 1   | Милан         | Италија  | 2:0         | Чехословачка | Спарта Праг  | 1:0      | 1:0      |             |
| 2   | Лидс јунајтед | Енглеска | 1:0         | СФРЈ         | Хајдук Сплит | 1:0      | 0:0      |             |

### Финале
| Меч | Клуб  | Држава  | укупан рез. | Држава   | Клуб          |
| --- | ----- | ------- | ----------- | -------- | ------------- |
| 1   | Милан | Италија | 1:0         | Енглеска | Лидс јунајтед |

| Освајач Купа победника купова у фудбалу 1972/73 |
| ----------------------------------------------- |
| Милан 2. Титула                                 |